# Ardencroft
Ardencroft è un comune degli Stati Uniti, situata nella Contea di New Castle, nello Stato del Delaware. Secondo il censimento del 2000 la popolazione era di 267 abitanti.

## Geografia fisica
Secondo i rilevamenti dello United States Census Bureau, il comune di Ardencroft si estende su una superficie totale di 0,3 km², tutti quanti occupati da terre.

## Popolazione
Secondo il censimento del 2000, ad Ardencroft vivevano 267 persone, ed erano presenti 74 gruppi familiari. La densità di popolazione era di 931 ab./km². Nel territorio comunale si trovavano 115 unità edificate. Per quanto riguarda la composizione etnica degli abitanti, il 80,52% era bianco, il 12,36% era afroamericano e il 5,99% proviene dall'Asia. Il restante 1,12% della popolazione appartiene ad altre razze o a più di una. La popolazione di ogni razza proveniente dall'America Latina corrisponde allo 0,75% degli abitanti.
Per quanto riguarda la suddivisione della popolazione in fasce d'età, il 19,1% era al di sotto dei 18, il 5,2% fra i 18 e i 24, il 26,6% fra i 25 e i 44, il 36,0% fra i 45 e i 64, mentre infine il 13,1% era al di sopra dei 65 anni di età. L'età media della popolazione era di 44 anni. Per ogni 100 donne residenti vivevano 92,1 maschi.